# Списък на херцозите и маркграфовете на Фриули
Херцозите и маркграфовете на Фриули управляват Фриулското херцогство и по-късно Фриулската марка в североизточна Италия през Средновековието.

## Лангобардскихерцози
- 568/c.584–590 Гразулф I, брат на Гизулф I, [1]
- 568/c.584–590 Гизулф I, брат на Гразулф I, [2]
- 590–610 Гизулф II, син на Гизулф I
- 610–617 Тасо и Како, синове на Гизулф II, [3]
- 617–651 Гразулф II, брат на Гизулф II, [4]
- 651–663 Аго
- 663–666 Луп
- 666 Арнефрид
- 666–678 Вехтар
- 678–??? Ландар
- ???–694 Родоалд
- 694 Ансфрид, узурпатор
- 694–705 Адо, брат на Родоалд
- 705 Фердулф
- 705–706 Корвул
- 706–739 Пемо
- 739–744 Ратчис, крал на лангобардите
- 744–749 Айзтулф, крал на лангобардите
- 749–751 Св. Анселм († 3.3. 803)
- 751–774 Петър
- 774–776 Хродгауд

## Херцози на царството наКаролингите
Следните владетели на Фриули носят титлата dux Foroiulanus (херцог на Фриули) и са интегрирани в държавното устройство на франките:
- 776 – 787 Маркарий
- 787 – 789 Унрох I
- 789 – 799 Ерик или Ерих
- 799 – 808 Хунфрид
- 808 – 817 Айо
- 817 – 819 Хадалох I (Кадалох, Кадалаун)
- 819 – 829 Балдерих

## Графовена Фриули след разделянето наМарка Фриули
Лудвиг Благочестиви дели (829, Вормс) старото Лангобардско кралство между синовете си на четири Маркграфства
- 829–??? Унрох II

Част на Лотарии Регнум или Средно-Франкско кралство:
- 846–863 Еберхард
- 863–874 Унрох III
- 874–888 Беренгар I, също крал на Италия (888) и император на Свещената Римска империя (915)

Беренгаровата Веронска марка‎ (Marca Veronensis et Aquileiensis):
- 891–924 Валфред